# Amala

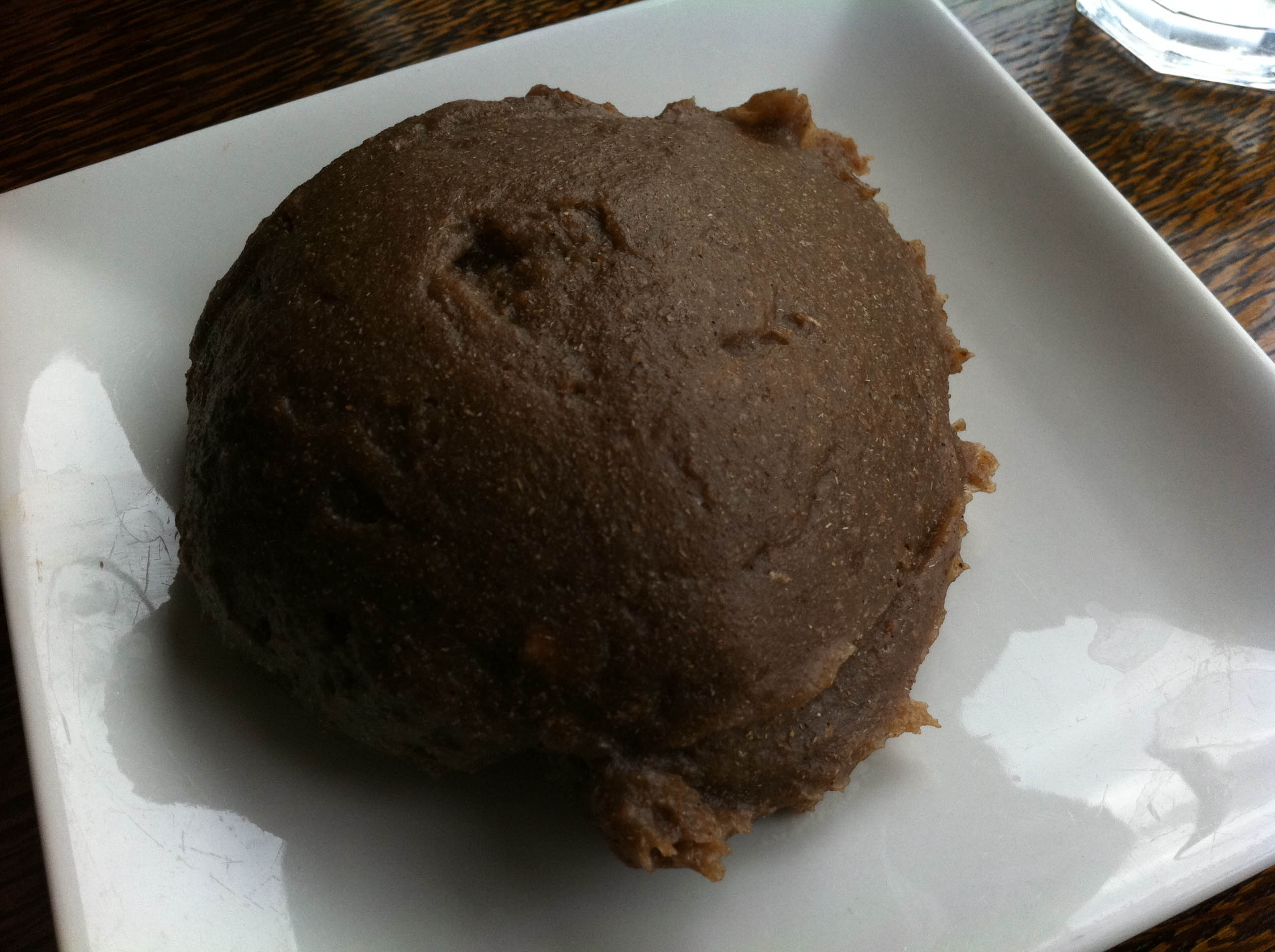
Món amala tại một quán ăn Nigeria ở Luân Đôn

Amala (viết chính xác: Àmàlà) là một món ăn Nigeria được làm từ bột khoai mỡ và/hoặc bột sắn. Bột khoai là khoai đã được bóc vỏ, thái lát, làm sạch, sấy khô và sau đó nghiền ra thành bột. Khoai có màu trắng nhưng chuyển sang màu nâu khi phơi khô. Do đó nó cũng khiến cho món àmàlà có màu nâu đậm. Àmàlà có nguồn gốc từ Tây Phi và thường là món ăn của người Yoruba ở Nigeria. Nó thường được ăn với một loại ọbẹ (canh), ví dụ như ẹfọ (rau), ilá (đậu bắp), ewédú (rau đay), hoặc gbegiri (canh đậu dải trắng rốn nâu).

## Thể loại
Có hai loại àmàlà chính: àmàlà khoai (àmàlà iṣu) và àmàlà sắn (àmàlà lafun).

### Àmàlà khoai
Đây là loại àmàlà phổ biến nhất, được chế biến từ bột khoai. Khoai là tên thường gọi của các họ trong chi Dioscorea, được trồng ở nhiều nơi trên thế giới như châu Phi, châu Á, Caribe, châu Đại Dương và Nam Mỹ. 95% sản lượng khoai được trồng và thu hoạch ở Tây Phi. Àmàlà khoai làm từ bột khoai phơi khô, do đó có màu nâu đậm ngả sang đen khi trộn với nước.

### Àmàlà sắn
Loại thứ hai là àmàlà sắn, được chế biến từ bột sắn. Sắn là một loại cây bụi gỗ thuộc họ Euphorbiaceae. Sắn, cùng với khoai lang, là những nguồn tinh bột quan trọng nhất của Nigeria. Nigeria cũng là nước sản xuất sắn nhiều nhất thế giới. Sắn khi sấy khô và nghiền thành bột có thể được sử dụng để làm àmàlà sắn. Bột sắn đã được phơi khô và trộn với nước sẽ cho ra món àmàlà sắn màu trắng.

## Chế biến
Công thức của àmàlà đơn giản, chỉ cần nước sôi và một trong hai loại bột trên. Khi nước sôi thì giảm nhiệt xuống. Bột được thêm vào và quấy cho đến khi chúng hấp thụ hoàn toàn trong nước. Nước được thêm vào, rồi hỗn hợp bột nhão được đun nhỏ lửa trong khoảng năm phút. Sau đó, bột nhão được trộn cùng với nước cho đến khi có được kết cấu mong muốn. Việc kéo bột thành những miếng bột mịn là phần khó khăn nhất của quy trình làm àmàlà.

## Món ăn kèm
Àmàlà thường ăn kèm với nhiều loại canh, có thể kể ra:
- Canh hạt dưa: loại canh này nấu bằng hạt dưa hấu cùng với rau
- Canh đậu bắp: được nấu từ đậu bắp
- Efo riro: canh rau nấu với thịt, cá...
- Canh ogbono: canh nấu bằng hạt xoài châu Phi (ogbono)
- Canh gbegiri: canh nấu bằng hạt đậu phơi khô